# ICS Air
ICS Air is een Moldavische  luchtvrachtmaatschappij met haar thuisbasis in Chisinau.

## Geschiedenis
ICS Air is opgericht in 2006.

## Vloot
De vloot van ICS Air bestaat uit:(mrt.2007)
- 1 Antonov AN-12V